# Chursdorf (Dittersdorf)
Chursdorf ist ein Ortsteil der Gemeinde Dittersdorf im Saale-Orla-Kreis in Thüringen (Deutschland).

## Geografie
Chursdorf liegt in einem Hügelland am Nordostrand des Naturparks Thüringer Schiefergebirge/Obere Saale. Die Umgebung der Dörfer wird überwiegend landwirtschaftlich genutzt, es finden sich aber auch kleinere Wälder. Die Böden im Schiefergebirge zeichnen sich durch einen hohen Feinerdeanteil und hohen Humusgehalt aus. Deshalb sind sie sehr fruchtbar.

## Geschichte
Am 2. Juni 1268 war die erste urkundliche Erwähnung des Ortes.
Die Dorfkirche mit Rokokomalereien stammt aus dem Jahre 1770. Eine Besonderheit ist das geschmückte Gestühl mit künstlerisch nummerierten Plätzen und die Trampel-Orgel aus dem Jahr 1753.
Die landwirtschaftlich orientierten Dörfer gingen dann auch den Weg der Landwirtschaft in Ostdeutschland. Nach der Wende orientierten sie sich neu und gründeten neue Vereinigungen oder wurden Wiedereinrichter.
In seiner Sitzung am 13. Dezember 2012 beschloss der Gemeinderat Chursdorf die Eingliederung in die Gemeinde Dittersdorf mit 4 zu 1 Stimmen. Die Eingliederung wurde zum 31. Dezember 2013 vollzogen. Die Gemeinde Chursdorf wurde damit aufgelöst und besteht lediglich als Ortsteil fort. Als Grund für die Eingliederung nach Dittersdorf wird die angespannte finanzielle Situation der Gemeinde angegeben. Alternativ stand auch der Anschluss nach Moßbach im Raum, welcher aber vom Gemeinderat nicht weiter verfolgt wurde.
Zur Gemeinde Chursdorf gehörten neben dem Hauptort auch noch die Ortsteile Sorna und Waldhäuser.

### Einwohnerentwicklung
Entwicklung der Einwohnerzahl (jeweils 31. Dezember) (mit Sorna und Waldhäuser):
| - 1994: 206 - 1995: 224 - 1996: 220 - 1997: 216 | - 1998: 210 - 1999: 206 - 2000: 204 - 2001: 207 | - 2002: 215 - 2003: 226 - 2004: 225 - 2005: 215 | - 2006: 218 - 2007: 214 - 2008: 217 - 2009: 206 | - 2010: 205 - 2011: 206 - 2012: 181 |

Datenquelle: Thüringer Landesamt für Statistik

## Politik
Seit der Kommunalwahl am 25. Mai 2014 sind 3 Einwohner aus Chursdorf im 6 Mitglieder zählenden Gemeinderat vertreten.
Einen Ortsteilbürgermeister gibt es gemäß Hauptsatzung der Gemeinde Dittersdorf nicht mehr.

## Verkehr
Chursdorf liegt in wenigen Kilometer Entfernung zwischen den jeweils in Nord-Süd-Richtung verlaufenden Fernstraßen Bundesautobahn 9 und Bundesstraße 2. Die nächste Autobahnanschlussstelle ist Dittersdorf.